# Joan Villacampa i Presegué
Joan Villacampa i Presegué (Barcelona, 13 de desembre de 1907 - Barcelona, 15 de febrer de 1979) fou un futbolista català de la dècada de 1930.

## Trajectòria
Fou jugador de la UE Sants, essent fitxat pel FC Barcelona el 1933. Hi jugà dues temporades, en les quals jugà 9 partits a la lliga espanyola i guanyà el Campionat de Catalunya de la temporada 1934-35. Posteriorment retornà al Sants i jugà al Gimnàstic de Tarragona després de la guerra civil. Disputà dos partits amb la selecció catalana.